# Программа подготовки рекрутов корпуса морской пехоты США

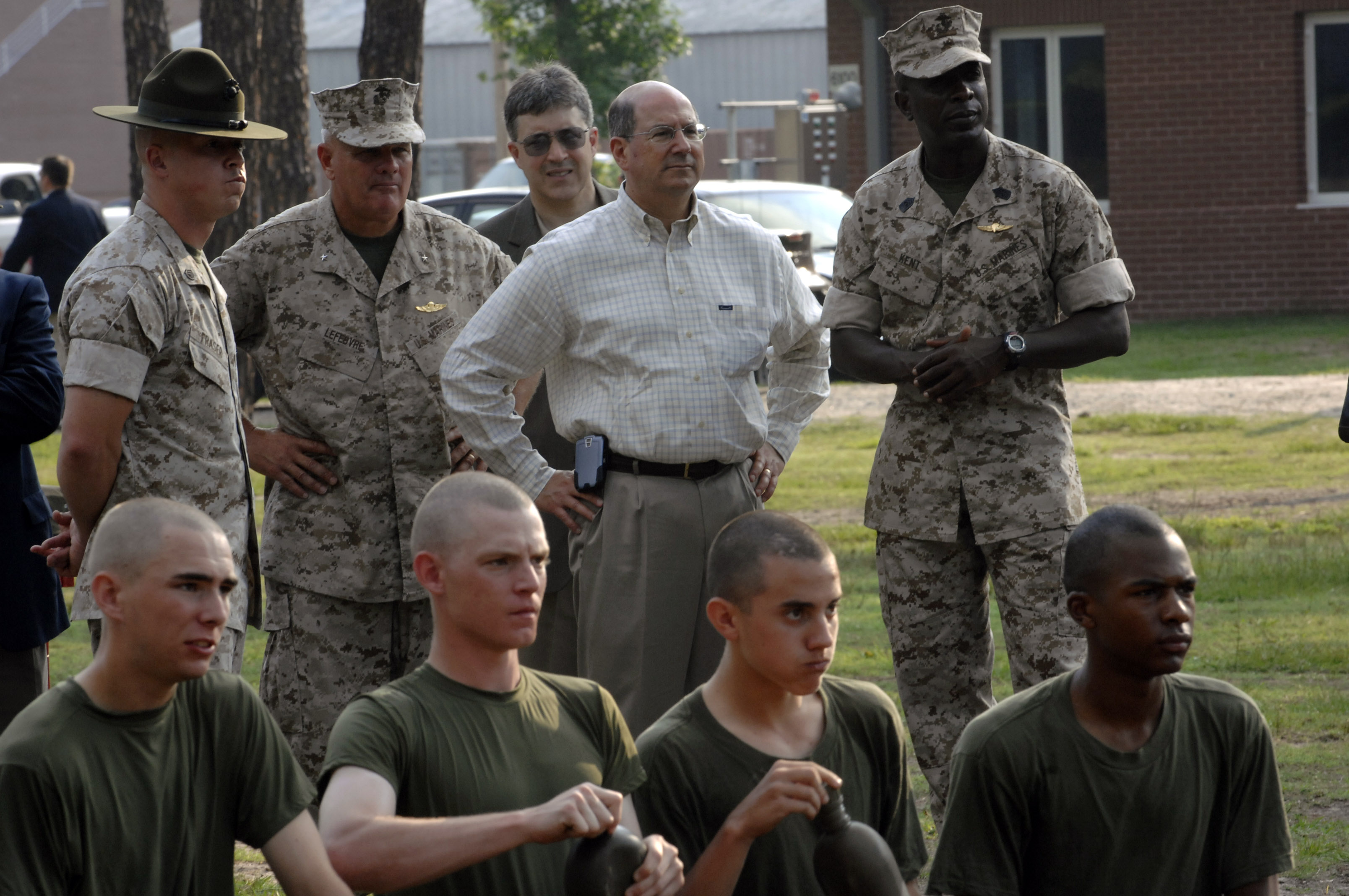
Сержанты наблюдают за тренировкой рекрутов на базе Пэррис-Айленд

Программа подготовки рекрутов корпуса морской пехоты США (т. н. курс молодого бойца) — 13-недельный курс первоначальной подготовки рекрутов корпуса морской пехоты США.

## Общая информация
Согласно приказу его обязан пройти каждый рекрут перед службой в рядах морской пехоты. Все рекруты, поступающие в корпус независимо от статуса действительной или резервной службы должны пройти курс на одной из двух баз подготовки рекрутов: на Пэррис-Айленд, штат Южная Каролина или в Сан-Диего, штат Калифорния. Рекруты-мужчины из 8, 9, 12-го округов набора (областей к западу от Миссисипи за исключением Луизианы и включая части Иллинойса, Индианы, Висконсина и Мичигана) отправляются в Сан-Диего. Все рекруты из 1, 4, 6-го округов набора и все женщины-рекруты отправляются на Пэррис-Айленд. Будущие офицеры проходят подготовку на базе корпуса в Куантико, штат Виргиния.
Морские пехотинцы считают, что их программа подготовки самая тяжёлая физически и психически во всех службах, поскольку продолжается дольше чем подготовка в других родах войск, включает в себя более жёсткий тест проверки физической подготовки Physical Fitness Test (PFT). Для получения минимальной оценки нужно пробежать 3 мили за время менее чем в 28 минут, сделать 50 или более скручиваний за две минуты и 4 подтягиваний для мужчин. Для женщин — вис с согнутыми руками в течение 30 секунд. Для максимальной оценки мужчины должны пробежать дистанцию за 18 минут, сделать 100 скручиваний за 2 минуты и 20 подтягиваний. Рекруты должны соответствовать очень строгим стандартам роста и веса.
Единственные новобранцы Корпуса морской пехоты, которым не требуется проходить обучение - избранные  в Оркестр морской пехоты США. После прохождения прослушивания и установления соответствия требованиям безопасности и физической подготовки им присваивается звание штаб-сержанта и они назначаются исключительно в оркестр на четырёхлетний срок службы.

## История
В начальные времена существования Корпуса, подготовка проводилась в отдельных казармах, где вербовали людей до того как назначить их на постоянные посты. За обучение рекрутов дисциплине, строевую и оружейную подготовку, как и другие обучения отвечали унтер-офицеры морской пехоты. В 1808 году комендант Корпуса Франклин Уортон основал школу для рекрутов в казармах морской пехоты, г. Вашингтон, но записи не показывают, что школа служила центральным лагерем обучения новобранцев. Режим обучения оставался непоследовательным и примитивным из-за нехватки кадров и отсутствия финансирования. Для примера в июле 1861 года рекруты в Вашингтоне были спешно организованы в батальон и обучались уже на пути к фронту, где приняли участие в первой битве при Булл-ран.   
В 1911 году комендант Корпуса Уильям П. Биддл создал стандарт двухмесячной рекрутской подготовки (включая строевую, физическую, личную боевую и интенсивную стрелковую подготовку – по винтовке М1903 «Спрингфильд») и учредил четыре лагеря обучения новобранцев в Филадельфии, Норфлоке, Паджет-саунд и Мэри-айленд. В 1915 году лагерь в Норфолке был переведён на Пэррис-айленд, где и находится поныне. Лагеря в Филадельфии и в Паджет-саунд были закрыты и объединены с двумя оставшимися лагерями. Когда Соединённые Штаты вступили в Первую мировую войну, число обучаемых новобранцев выросло с 835 до 13.286, последующее обучение проводилось в Куантико и во Франции. Летом 1923 года рекрутские лагеря на западном побережье были переброшены с Мэри-айленд в Сан-Диего, где находятся и поныне. В программы подготовки были включены три недели идеологической подготовки и три недели занятий на стрелковом полигоне. Последние две недели были посвящены штыковому бою, караульной службы, строевой подготовки и церемониям.      
После вторжения Германии в Польшу в сентябре 1939 года Конгресс постановил увеличить людской резерв для подготовки к возможному вступлению США во вторую мировую войну. Программа обучения новобранцев Корпуса была сокращена вдвое до четырёх недель, чтобы приспособиться к притоку личного состава. В результате стандарты подготовки и меткость стрельбы просели,  была возвращена семинедельная подготовка. В лагерях Кэмп-Лэджен и Кэмп-Пендлтон была организована дополнительная подготовка рекрутов по специальностям, до назначения их в военные части. В Монфорд-пойнт был образован дополнительный лагерь для негров, рассчитанный на 20 тысяч рекрутов, интеграция произошла в 1949 году. Всего к концу войны в трёх лагерях было обучено полмиллиона рекрутов   
В ходе Корейской войны подготовка была сокращена с десяти недель до восьми, но в итоге была возвращена десятинедельная подготовка. После трагедии на Риббон-крик в 1956 году была введена тщательная проверка и реформы в рекрутской подготовке, например, введён дополнительный уровень командного надзора. В начале 1960-х учебная подготовка была увеличена до 13 недель, включая три недели стрелковой подготовки на полигонах. Вьетнамская война вызвала сокращение учебного плана до девяти недель, рекруты-пехотинцы проходили подготовку в лагерях Кэмп-Лэджен и Кэмп-Пендлтон.   

## Обзор
Журналист Роберт Леки своей книге Helmet for My Pillow основанной на воспоминаниях о второй мировой войне написал о подготовке рекрутов корпуса морской пехоты:

«Это процесс сдачи. На каждом шагу, в каждый час приходится отказываться от какой-либо привычки или предпочтения, происходит некая корректировка. Даже в столовой мы учились тому, что ничто не имеет так мало значения как то кому что нравится или нет…Худшее в этом процессе сдачи — это безжалостный отказ человеку в малейшем личном пространстве».
Оригинальный текст (англ.)
It is a process of surrender. At every turn, at every hour, it seemed, a habit or a preference had to be given up, an adjustment had to be made. Even in the mess hall we learned that nothing mattered so little as a man's own likes or dislikes ... Worst in this process of surrender was the ruthless refusal to permit a man the slightest privacy.
— 
Он добавляет: 

«Если в течение первых недель вы провалитесь на Пэрис-айленде осколки вашей личности будут на расстоянии винтовочного выстрела от друг друга, когда их начнут собирать».
Оригинальный текст (англ.)If you are undone in Parris Island, taken apart in those first few weeks, it is at the rifle range that they start to put you together again
— 

### Распорядок дня
Обычный день начинается на рассвете, в 04.00. После сигнала «подъём» все рекруты собираются на перекличку. После личной гигиены и утренней уборки рекруты выполняют физические упражнения (с понедельника по субботу). После утреннего приёма пищи рекруты приступают к дневной тренировке: занятиям в классах, строевой подготовке или боевым искусствам. По воскресеньям рекрутам позволено посещать утром различные религиозные службы, у них есть личное время («воскресное увольнительное время»), его можно использовать для написания писем, тренироваться, стирать или приводить в порядок униформу и снаряжение. 
После полуденной трапезы и до ужина продолжаются дневные тренировки: обычно с 17.00 до 18.00. После этого рекрутам выделяется время на гигиену —душ, чистку оружия и уборку казарм. Рекрутам также даётся приблизительно час на личные дела, но, тем не менее, в это время рекрутам не позволено покидать помещения взвода, с ними остаются инструктора по строевой подготовке. Готовясь к сну, рекруты могут помыться, помолиться вместе в течение пяти минут, убедиться, что сундуки и винтовки заперты и прочитать «Речь стрелка» или гимн морских пехотинцев, перед тем как убрать оружие в стойку. Время отбоя варьируется от 20.00 до 22.00, это зависит от задания на следующий день. В течение всей ночи на посту остаётся «пожарный стражник» (firewatch). Четверо новобранцев дежурят ещё час дополнительно, они следят за порядком в казарме, убираются или выполняют поручения строевых инструкторов. дополнительный пожарный дозор. В качестве наказания за незначительные нарушения часто назначается «пожарный стражник».

### Организационная структура
Рекруты организованы в полки, батальоны, роты, взводы, отделения и часто в боевые звенья. Учебный полк рекрутов состоят из трёх учебных батальонов и дополнительного батальона для подготовки рекрутов-женщин. Каждый из трёх мужских батальона состоит из четырёх рот, женский батальон состоит из трёх рот. Каждая рота разбивается на две серии: Ведущую и Ведомую, серии могут насчитывать от одного до четырёх взводов, это зависит от числа рекрутов в роте к началу цикла подготовки. Каждая рота больше похожа на класс в гражданских учебных заведениях. Рекруты роты начинают и заканчивают подготовку вместе (за исключением тех, кто отсеиваются по медицинским и личным показателям в отдельную роту). Таким образом, все роты находятся на различных стадиях 13-недельного учебного цикла.
Каждая серия разделяется на взводы, в каждой обычно от двух до четырёх взводов. Взвод является базовой единицей для рекрутской подготовки и имеет четырёхзначный номер для идентификации. Для каждого взвода выделяется отдельный инструктор по строевой подготовке и обычно остаётся от начала до конца подготовки. Инструктор отбирает рекрутов по пригодности на «командные» и «штабные» должности в отряде морских пехотинцев. Отбор часто зависит от прихотей инструкторов. Часто существуют должности:
- Взводный знаменосец — наиболее старший рекрут, носит флаг взвода.
- Четыре командира отделений, каждый отвечает за четверть взвода, они могут быть отобраны для дальнейшего разделения их отделений на боевые звенья во четыре человека.
- Писарь, отвечает за ведение административных записей, например за распорядок дежурств внутренней охраны
- Ключник (букв. ключник ящика с виски) отвечает за снабжение взвода
- Домовая мышь — делает уборку в обычно закрытых кабинетах строевых инструкторов.
- Новобранец  Практики/Знаний — ответственный за руководство взводом в запоминании и  повторении академических знаний.

### Строевые инструктора

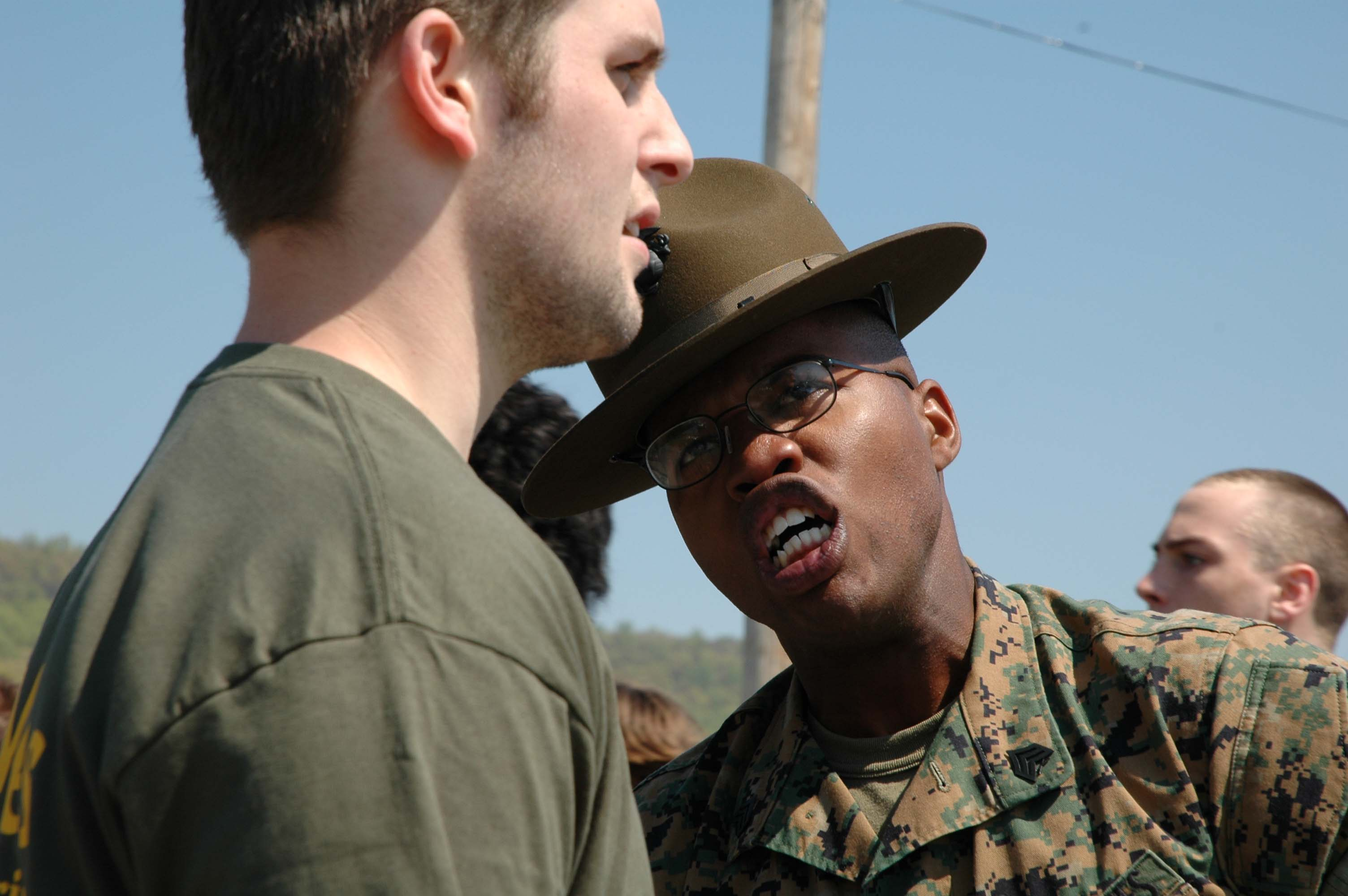
Сержант Пол Никсон, третий учебный батальон, база Пэррис-айленд

Центральной фигурой подготовки рекрутов морской пехоты является строевой инструктор (DI). Каждому взводу придаётся три или более строевых инструкторов. Иногда их называют «шляпами» по их головным уборам — походным шляпам.
Истории о жёстком обращении инструкторов с рекрутами становятся легендарными. Согласно описанию одного из журналов:

Пройдя несколько шагов от рекрутского поезда морской пехотинец как и 74 остальные жертвы в его взводе попадают в жёсткие руки безжалостного штаб-сержанта строевого инструктора и его двух помощников. В течение восьми недель строевой инструктор нападает на его неумелость со своей суровой дисциплиной и ослепляющим потоком оскорбительных криков пока запуганный и избитый пехотинец не превратится в морского пехотинца. Он — глупец, болван, бритый, идиот, новобранец, оцепеневший. Малейшие ошибки встречаются тирадами. Робкого пехотинца, который моргает в ходе … ждут вопли инструктора: «Взгляд прямо! Чего ты на меня вылупился? Я тебя очаровал, болван?». В ходе злобных разносов рекруту постоянно напоминается, что ему следовало вступить в ряды армии вместо корпуса морской пехоты.
Оригинальный текст (англ.)
[T]he Marine boot still steps from the recruit train with 74 other victims in his platoon to face crushing defeat at the hands of a merciless staff-sergeant drill instructor and his two assistants. For eight weeks, the DI attacks his blundering confusion with rigid discipline and a blistering barrage of vocal abuse until the boot is bullied and battered into a Marine. He's a "meathead," "goon," "skinhead," "idiot," "yardbird," or "numb" ... Slightest mistakes are greeted with tirades. To a sheepish boot who blinks at him during a chewing out, the DI roars. "Eyes front! Why do you stare at me? Do I fascinate you, meathead?" ... During vicious upbraidings, [the recruit] is continually reminded that he should have joined the Army instead of the Marine Corps.
— 
В своих воспоминаниях о Второй мировой войны Юджин Следж так описал своего строевого инструктора  капрала Догерти. 

Самый холодный и недоброжелательный взгляд, который я когда-либо видел. Он смотрел нас как волк, чьим первейшем желанием было разорвать нас на куски, оторвать конечность за конечностью. У меня сложилось впечатление, что единственной причиной, почему он так не сделал, было что Корпус морской пехоты желал использовать нас  как пушечное мясо для поглощения японских пуль и шрапнели чтобы настоящие морские пехотинцы  могли быть сохранены для захвата японских позиций…Многие морские пехотинцы вспоминают, как громко их строевые инструктора орали на них, но Догерти не кричал очень громко. Вместо этого он кричал ледяным, угрожающим тоном, от которого у нас по телу ползли мурашки.   
Оригинальный текст (англ.)
[T]he coldest, meanest green [eyes] I ever saw. He glared at us like a wolf whose first and foremost desire was to tear us limb from limb. He gave me the impression that the only reason he didn’t do so was that the Marine Corps wanted to use us for cannon fodder to absorb Japanese bullets and shrapnel so genuine Marines could be spared to capture Japanese positions ... Most Marines recall how loudly their DIs yelled at them, but Doherty didn't yell very loudly. Instead he shouted in an icy, menacing manner that sent cold chills through us.
— 
Следж описывает инцидент, как несколько рекрутов из его взвода покинули казармы, чтобы наблюдать за последствиями крушения самолёта поблизости:

«Когда мы вернулись назад, капрал Догерти произнёс одну из своих лучших речей о новобранцах, никогда не покидающих назначенную им территорию без разрешения своего инструктора. Мы все были впечатлены, особенно огромным количеством отжиманий и других упражнений, которые мы выполнили вместо обеденной трапезы»
Оригинальный текст (англ.)
"When we got back to our area, Corporal Doherty delivered one of his finest orations on the subject of recruits never leaving their assigned area without the permission of their DI. We were all impressed, particularly with the tremendous number of push-ups and other exercises we performed instead of going to noon chow." 
— 

Мы не понимали и не ценили факта, что дисциплина, которой нас учили: выполнение приказов в обстановке стресса часто будет означать разницу позднее в бою между успехом и провалом, даже между жизнью и смертью. К концу восьми изнурительных недель стало ясным, что капрал Догерти и другие строевые инструктора хорошо выполнили свою работу. Мы стали сильнее физически, выработали выносливость и усвоили уроки. Возможно, что более важно, мы стали сильнее ментально. Один из помощников строевых инструкторов даже позволил себе пробурчать, что мы всё-таки можем стать морскими пехотинцами.      
Оригинальный текст (англ.)
[W]e didn't realize or appreciate the fact that the discipline we were learning in responding to orders under stress often would mean the difference later in combat—between success or failure, even living or dying ... By the end of eight grueling weeks, it had become apparent that Corporal Doherty and the other DIs had done their jobs well. We were hard physically, had developed endurance, and had learned our lessons. Perhaps more important, we were tough mentally. One of our assistant drill instructors even allowed himself to mumble that we might become Marines after all.

Следж заключает: 

Мне не нравился Догерти, но я уважал его. Он сделал из нас морских пехотинцев. 
Оригинальный текст (англ.)
I disliked [Doherty], but I respected him. He had made us Marines
— 
В каждом взводе есть три или более строевых инструктора, иногда их называют «шляпами» благодаря их узнаваемой шляпе. Взводный строевой инструктор отвечает перед серийным инструктором, который подчинён командиру роты. Пост серийного инструктора введён в качестве меры безопасности после инцидента на Риббон-крик. Строевые инструктора готовятся в соответствующих школах строевых инструкторов, которые есть в каждом учебном лагере. Строевые инструктора, прослужившие три года или в общем 30 месяцев службы, могут получить Ленточку строевого инструктора. 
Главный строевой инструктор называется «старшим строевым инструктором» (SDI), так к нему обязаны обращаться как рекруты, так и строевые инструктора, часто они называются «старшими». Они находятся на связи с новобранцами и гарантируют, что строевые инструктора не заставят рекрутов выходить за необходимые пределы или нарушать правила. Старшие строевые инструктора обычно носят звание штаб-сержанта или выше и повседневно носят чёрные кожаные ремни, в то время как другие строевые инструктора носят широкие зелёные брезентовые ремни.
Вторым в командной цепи официально является «опытный строевой инструктор», неофициально он называется «heavy hat» (тяжёлая шляпа), «j-hat», «strong-j» (сильный джей) (от «junior» — младший), или «drill hat» (строевая шляпа), поскольку обычно проводят инструктажи когда рекруты находятся в плотном строю. Остальные строевые инструктора называются «помощниками строевого инструктора» а неофициально — «зелёными ремнями», «шляпами-убийцами», «шляпами знаний», «бульдогами» или «третьими шляпами». Обычно они ответственны за обучение рекрутов основной части знаний и за дисциплину рекрутов. В зимнее время могут выделяться дополнительные строевые инструктора, когда бывает меньше рекрутов или в качестве временных инструкторов в школе строевых инструкторов.
В 2021 году два лагеря морской пехоты на Пэррис-айленд и в Сан-Диего обзавелись женщинами-строевыми инструкторами для подготовки женщин-рекрутов. 

### Физическая сила и физкультура

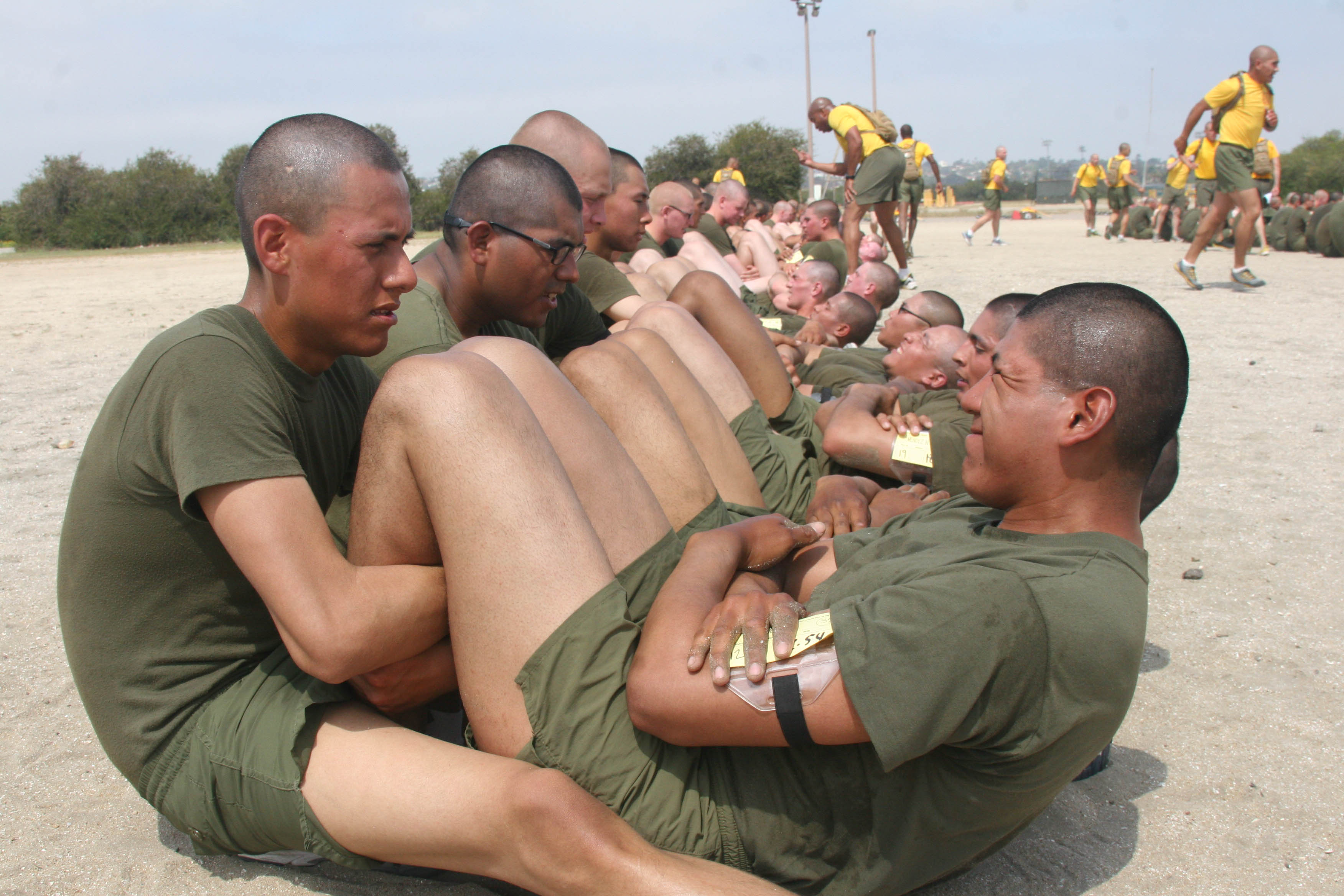
Рекруты сдают свой первый тест PFT.

Согласно требованиям Корпуса все рекруты по прибытии в учебные лагеря обязаны первоначальный силовой тест (Initial Strength Test (IST)). Испытание состоит из трёх тестов по подтягиваниям, отжиманиям, скручиваниям, планке и полуторамильной пробежке. Минимальные критерии таковы:
| Первоначальный силовой тест (IST) Минимальные требования | Первоначальный силовой тест (IST) Минимальные требования | Первоначальный силовой тест (IST) Минимальные требования |
| -------------------------------------------------------- | -------------------------------------------------------- | -------------------------------------------------------- |
| Испытания                                                | Мужчины                                                  | Женщины                                                  |
| Подтягивания/Отжимания                                   | 3 подтягиваний или 34 отжиманий                          | 1 подтягивание или 15 отжиманий                          |
| Планка/Скручивания                                       | 44 скручиваний или Планка 40 секунд                      | 44 скручиваний или Планка 40 секунд                      |
| 1.5 миль                                                 | 13 минут 30 секунд                                       | 15 минут                                                 |

В процессе обучения рекруты 2-3 раза проходят физическое фитнес-испытание. Его критерии по первым двум тестам такие же как и на первоначальном, но беговая дистанция увеличена с 1,5 до 3 миль. Критерии по каждому тесту изменяются в зависимости от того, к какой группе относится человек в зависимости от возраста. До 2017 года женщины вместо подтягиваний выполняли висы на согнутых руках. В результате в фитнес-тесты был включён вариант отжиманий вместо подтягиваний.  Любой рекрут, выбравший  отжимания, сможет набрать максимум 70 баллов по сравнению с максимальным значением 100 во всех других тестах.

### Диета, дополнительные тренировки и медицинское обслуживание
Перед прибытием на учёбу, все рекруты проходят медицинское обследование на военном пропускном пункте. На этапе формирования рекруты проходят первоначальное взвешивание. Если вес рекрута выходит за рамки стандартов, то ему назначается соответственно двойной рацион или диета . Новобранцы на двойном пайке, или «дважды крысы--новобранцы», получают в два раза больше обычного пайка. Напротив, рекруты, которым назначили строгую диету получают низкокалорийную, маложирную  еду такую как рис и рыба на пару.
Все рекруты получают пищу три раза в день (так называемое «время пищи»), за исключением испытания Crucible. Рекруты находящиеся в гарнизоне питаются в столовой. Они получают А-паёк в коробках, если поездка в столовую нецелесообразна. Или получают паёк Meal, Ready-to-Eat в ходе полевой подготовки. Время приёма пищи – 30 минут или меньше, зависит от того как быстро взвод встанет в очередь в столовой. Рекрутам выделяется как минимум 20 минут на каждую трапезу.     